# Amours (roman)
Pour les articles homonymes, voir Amours (roman de Récondo).
Amours est un roman autobiographique de Paul Léautaud, paru en 1958 aux éditions Mercure de France. Léautaud l'a écrit durant l'année 1906. L'écrivain, âgé alors de 34 ans, se remémore son premier amour, Jeanne Ambert, sœur de Léon Ambert, un camarade de l'époque. Le roman aborde des thèmes comme le rapport aux femmes, à la famille, à l'amitié, ou encore aux liens entre sentiments amoureux et amour physique.

## Citation
"Mes souvenirs, en effet, s'arrêtent là, de ce grand jour où je fis avec Jeanne, et pour la première fois, l'amour pour de bon. Ce n'est même pas la peine que je me fatigue à chercher. Je revois ce corps d'un rose pâle, ces seins pleins et durs, ce visage brillant d'ardeur, d'autres beautés encore plus intéressantes..."